# 松根光広
松根 光広（まつね あきひろ/みつひろ）は、江戸時代前期の山形藩重臣。最上氏の庶家。最上義守の三男・長瀞義保の子で最上義光の甥。

## 生涯
天正19年（1591年）に父が戦死すると、白岩備前守広教の養子になり、白岩城主になる。慶長18年（1613年）ごろ、熊野夫須美神社に対して伯父義光の病気平癒を祈願している。
1615年（元和元年）、松根城を築き10000石の領主となる。また白岩城を与えられ、12000石の領主となった。
白岩、松根はともに六十里越街道の要所で、光広はこの街道を抑えた。義光の代には目立った活躍はしていないが、2代藩主家親の代から活躍する。家親の死に際して、叔父楯岡光直の謀殺だと主張し、光直や鮭延秀綱と対立。
幕府は光直を呼び出して査問するが証拠がつかめず、光広は筑後国柳河藩の立花宗茂の下に配流された。
立花家で50年あまりを過ごし、寛文12年（1672年）に死去した。子孫は伊予宇和島藩伊達家に家老として仕えた。